# Rumex tunetanus
Patience de Tunisie
Espèce
Statut de conservation UICN

CRB1ab(ii,iii)+2ab(ii,iii) : 
En danger critique
Rumex tunetanus, la Patience de Tunisie, est une espèce de plantes à fleurs du genre Rumex et de la famille des Polygonacées. C'est une petite plante à bulbe endémique de Tunisie.
Parmi les Rumex, elle se caractérise principalement par ses feuilles très étroites et allongées, aux bords ondulés et à la base cordée.
Elle est endémique de la Tunisie où elle n'est présente qu'au bord de la Garâa Sejnane. L'Union internationale pour la conservation de la nature (UICN) la considère comme étant en danger critique d'extinction (CR). Elle ne bénéficie pas de mesures locales de protection ni de conservation.

## Taxinomie et nomenclature
Gustave Barratte et Svante Samuel Murbeck lui donne son nom dans un protologue publié en 1899 dans le troisième tome de Contributions à la connaissance de la flore du nord-ouest de l'Afrique et plus spécialement de la Tunisie de Murbeck. Ils se basent pour cela sur une observation d'Ernest Cosson et Barratte en 1888.
Le nom vulgaire et vernaculaire de cette plante en français est « Patience de Tunisie ».

## Description
Cette patience possède des tiges dressées, rougeâtres, de 80 centimètres de long. Les feuilles possèdent un long pétiole de 18 centimètres environ. Le limbe, large de 0,8  à   1,4 centimètre et long de 18  à   20 centimètres, aux bords ondulés, est plus ou moins cordé à la base.
La plante fleurit en mai et en juin. Les rameaux florifères, au nombre de deux à quatre, sont peu allongés et forment une panicule lâche, non feuillée. Les fruits, de forme triangulaire, possèdent des nervures légèrement saillantes et cinq à huit paires de dents peu profondes, de longueur inégale. Celle du milieu, mesurant 5-6 sur 4-6 millimètres, porte une callosité ovoïde au moins égale à la moitié de la longueur de la valve. Les latérales plus courtes présentent une callosité bien plus petite.

## Écologie
Cette herbacée est une thérophyte annuelle ou bisannuelle. Elle est endémique de la Tunisie où elle n'est présente qu'au bord d'un plan d'eau à l'est de la Garâa Sejnane.

## Statut
Cette plante, collectée en 1888 par Ernest Cosson, n'avait pas été revue dans la nature et était considérée comme éteinte. Elle a été retrouvée récemment, mais n'est présente que dans une seule station possédant deux populations sur moins de 2 km2, l'une de 522 individus, l'autre d'un peu moins de vingt pieds. La tendance est inconnue, mais la qualité et la surface de la zone humide se réduisent en raison de son drainage et de sa mise en culture, mais également de la construction de routes. Pour ces raisons, l'UICN considère Rumex tunetanus comme étant en danger critique d'extinction (CR) et appelle à sa protection par une étude du site et de la dynamique de ses populations, la protection légale de l'espèce et la conservation de graines ex-situ. D'autres scientifiques font la même demande.

### Protologue
- Svante Samuel Murbeck, Contributions à la connaissance de la flore du nord-ouest de l'Afrique et plus spécialement de la Tunisie, vol. 3, Lund, Imprimerie E. Mulström, 1899, 30 p. (lire en ligne).

### Autres références
- (en) Hafawa Ferchichi-Ben Jamaa, Serge D. Muller, Amina Daoud-Bouattour, Zeineb Ghrabi-Gammar, Laïla Rhazi, Ingeborg Soulie, Mounira Ouali et Semia Ben Saad-Limama, « Vegetation structures and conservation of Mediterranean temporary wetlands : Mogods region (northern Tunisia) », Comptes Rendus Biologies, no 333,‎ 2010, p. 265–279 (ISSN 1631-0691, lire en ligne [archive du 4 mars 2014]).
- Édouard Le Floc'h, Loutfy Boulos et Errol Véla, Catalogue synonymique commenté de la flore de Tunisie, Tunis, Ministère de l’Environnement et du Développement durable, 2010, 500 p. (lire en ligne).
- Germaine Pottier-Alapetite, Flore de la Tunisie : Angiospermes - Dicotylédones, vol. 1 : Apétales - Dialypétales, Tunis, Ministère de l'Enseignement supérieur et de la Recherche scientifique et ministère de l'Agriculture, 1979, 1-651 p. (lire en ligne).